# Lin Elliott
(en) Statistiques sur pro-football-reference
Lindley Franklin Elliott Jr. (né le 11 novembre 1968 à Euless) est un joueur américain de football américain évoluant au poste de kicker.

## Enfance
Elliott fait ses études à la Waco High School de Waco avant de s'inscrire à l'université Texas Tech.

## Carrière

### Université
De 1988 à 1991, le joueur évolue au poste de kicker et va devenir l'un des meilleurs tireurs de l'histoire de Texas Tech, inscrivant 220 points pour les Red Raiders. En 1991, il bat le record de field goals inscrits sur une saison avec dix-sept, un score qui sera battu en 2013. Pour cette même saison, sa dernière au niveau universitaire, il figure dans l'équipe de la Southwest Conference.

### Professionnel
Lin Elliott n'est sélectionné par aucune équipe lors de la draft 1992 de la NFL. Il signe avec les Cowboys de Dallas et remporte le poste de titulaire face à Brad Daluiso tout comme le Super Bowl XXVII plus tard dans la saison avec Dallas alors qu'il dispute son année de rookie. Cependant, la saison 1993 est sa dernière avec les Cowboys, étant libéré au bout de la deuxième semaine pour avoir manqué deux field goals face aux Bills de Buffalo, entraînant la défaite des siens 10 à 7.
En 1994, il prend la place de Nick Lowery chez les Chiefs de Kansas City, réalisant un parcours remarquable en saison régulière avec un 13-3. Cependant, les Chiefs sont éliminés par les Colts d'Indianapolis, 10 à 7, lors d'un match où Elliott manque trois coups de pied. Considéré comme responsable de cette défaite par plusieurs supporters de Kansas City, Elliot est remercié par l'entraîneur Marty Schottenheimer le lendemain matin de son échec. Plusieurs années plus tard, le kicker assume sa part de responsabilité mais ne veut pas être tenu comme unique responsable de ce revers, parlant de quatre ballons perdus lors de ce match par son équipe ou encore d'un plan de jeu inefficace,.
Après ce moment compliqué qui verra Elliott être surnommé The Kicker Who Shall Not Be Named (« Le kicker dont on ne dira pas le nom ») par les fans des Chiefs, il signe avec les Vikings du Minnesota à l'aube de la saison 1996 mais est libéré lors des matchs de préparation.